# Torreón de Fuentelámparas (Robledo de Chavela)
El Torreón de Fuentelámparas está situado en el municipio madrileño de Robledo de Chavela, en la Sierra de Guadarrama (España). Fue construido sobre una afloración granítica de colinas suaves, conocida como la Dehesa de Fuentelámparas, al sur del pico de la Machota Baja y de la Sierra de la Almenara, y al norte del arroyo de Los Palacios. 
El conjunto es cercano al Barrio de la Estación de Zarzalejo, pueblo limítrofe con Robledo de Chavela.

## Acceso
Puede llegarse a los restos del torreón por la carretera M-532, que comunica Fresnedillas de la Oliva con Zarzalejo. Hacia el kilómetro 2 se bifurca un camino hacia el oeste, que conduce al Caserío de la Dehesa de la Sierra. Una vez pasado este punto, otro camino hacia el sur da acceso al cercado de la finca privada donde se encuentra situada la torre.

## Historia
Es difícil estimar la cronología de la fortificación, aunque posiblemente date del siglo XIV. Sin embargo, su localización y el grosor de sus muros parecen indicar una mayor antigüedad.
Tampoco existen referencias sobre su funcionalidad, si bien cabe suponer que cumpliera una función asociada a la protección de pastos y lindes de algún señorío, semejante a la desempeñada por la Torre de Mirabel, situada en la localidad madrileña de Manjirón, dentro del término de Puentes Viejas. 
Otra hipótesis es que el torreón pudo haber sido construido como ocasional alojamiento de los reyes y de su corte en las cacerías que tenían lugar en los bosques y dehesas de la zona, en el escalón del pie de la sierra, desde Viñuelas a Navas del Rey, enclaves pertenecientes a la Comunidad de Madrid. Esta teoría se apoya en el nombre del cercano arroyo de Los Palacios.
En cambio, sí se sabe que, durante la guerra civil española (1936-1939), sirvió de fortín. De este uso queda un nido de ametralladoras, de forma circular, que fue levantado con parte de la sillería de la torre y al que se añadió cemento y ladrillos para cerrar la estructura.

## Descripción y características
Su planta es rectangular (11,8 x 9,6 m de base y 2 m de grosor) y de estructura hueca.
Fue construido con hiladas de sillarejo de granito local, de las que actualmente se conservan solamente un metro y medio de altura.

## Estado de conservación
El estado de conservación es malo en general, ya que el nido de ametralladoras debió de socavar el interior del torreón, que ya debía de estar en estado ruinoso cuando se volvió a reutilizar.

## Protección
El Torreón de Fuentelámparas se encuentra bajo la protección de la Declaración Genérica del Decreto de 22 de abril de 1949 y la Ley 16/1985 sobre el Patrimonio Histórico Español.

## Visitas
Su acceso es libre.